# Café du Dôme

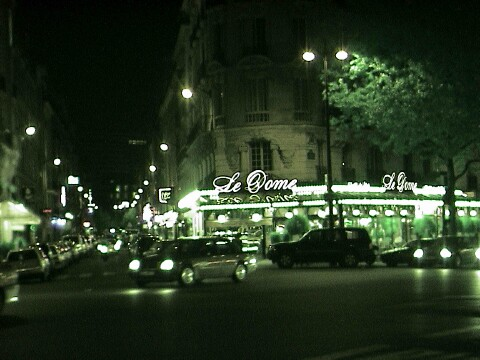
W nocy

Café du Dôme (z fr. kawiarnia pod kopułą) – restauracja w paryskiej dzielnicy Montparnasse przy bulwarze Montparnasse 109, na rogu rue Delambre.
Otwarta w 1898 roku, stała się miejscem spotkań paryskiej bohemy przełomu XIX i XX wieku, skupionej na zachodnim brzegu Sekwany. Spotykali się w niej artyści malarze, rzeźbiarze, pisarze, poeci, koneserzy sztuki i marszandzi. Chętnie odwiedzali ją zamieszkali w Paryżu Amerykanie i Anglicy oraz młodzi Rosjanie.
Niezamożni goście zadowalali się kiełbaską z talerzem frytek, ci, którym się powiodło, mogli sobie pozwolić na ostrygi. 
W XXI w. restauracja o bogatym wystroju w stylu Art Nouveau stanowi atrakcję turystyczną.

## Bywalcy
W czasie ponadstuletnich dziejów, Café du Dôme odwiedzali m.in.:
- Robert Capa (1913–1954) – fotoreporter węgierski
- Henri Cartier-Bresson (1908–2004) – fotografik francuski
- Aleister Crowley (1875–1947) – literat angielski
- Max Ernst (1891–1976) – malarz niemiecki
- Tsuguharu Fujita (1886–1968) – malarz japoński
- Paul Gauguin (1848–1903) – malarz francuski
- Ernest Hemingway (1899–1961) – literat amerykański
- Youssef Howayek (1883–1962) – malarz i rzeźbiarz libański
- Gibran Khalil Gibran (1883–1931) – literat libański
- Wassily Kandinsky (1866–1944) – malarz rosyjski
- Moïse Kisling (1891–1953) – malarz polski
- Eva Kotchever (1891-1943)  – pisarka polski
- Włodzimierz Lenin (1870–1924) – rewolucjonista rosyjski
- Sinclair Lewis (1885–1951) – literat amerykański
- Henry Miller (1891–1980) – literat amerykański
- Anaïs Nin (1903–1977) – pisarka francuska
- Franz Nölken (1884–1918) – malarz niemiecki
- Tadeusz Makowski (1882-1932) – malarz polski
- Amedeo Modigliani (1884–1920) – malarz włoski
- Jules Pascin (1885–1930) – malarz bułgarski
- Pablo Picasso (1881–1973) – malarz hiszpański
- Ezra Pound (1885–1972) – literat amerykański
- Man Ray (1890–1976) – fotografik amerykański
- Chaim Soutine (1893–1943) – malarz białoruski
- Gerda Taro (1910–1937) – fotoreporterka niemiecka

## Literatura
- Henry Miller: Zwrotnik Raka, Wydawnictwo Literackie Kraków 1990 ISBN 83-08-02119-0
- Ernest Hemingway: Ruchome święto, Czytelnik Warszawa 1966
- Anna Gmeyner, Birte Werner: Café du Dome, Peter Lang Publishing, New York 2006, ISBN 3-03910-953-7